# Ludwig Schick
Ludwig Schick (Marburg, 22 de Setembro de 1949) é bispo católico alemão, arcebispo emérito de Bamberg. Anteriormente, foi vigário geral e bispo auxiliar em Fulda e professor de direito canônico na Faculdade de Teologia Fulda.

## Vida

### Juventude e Educação
Ludwig Schick nasceu em 22 de setembro de 1949 como o segundo filho do inspetor fiscal Josef Schick e sua esposa Auguste em Marburg, na Hesse. A família mudou-se para algumas milhas de distância de Mardorf. Depois de freqüentar a escola colegiada de St. John em Amöneburg em 1969, ele se formou no ensino médio. Ele então estudou Teologia e Filosofia Católica na Faculdade de Teologia Fulda e Julius-Maximilians-Universidade de Würzburg . Desde 1972 é membro da Fraternidade Católica WKSt.V. Unitas-Hetania para Würzburg. Em 15 de junho de 1975, recebeu o bispo Eduard Schick Com quem ele não está relacionado, na Catedral de Fulda, o sacramento de Ordens Sagradas, e depois trabalhou como capelão em Neuhof (Fulda) e presidente da família Kolping local. Depois disso, ele dedicou-se a estudos de doutoramento na Pontifícia Universidade Gregoriana, em Roma, que ele em 19 de Novembro de 1980, um dissertação sobre o tema do escritório tríplice de Cristo e da Igreja. Completou a formação e desenvolvimento de trilogias.

### Carreira eclesiástica
Desde 1981, Schick ensinou em Fulda e no Seminário Católico da Philipps-University Marburg de 1985 a 2002. Foi professor de Direito Canônico.
De 1981 a 1987, foi membro do conselho oficial episcopal Fulda e de 1981 a 1993 oficial ecumênico e presidente da Comissão Ecumênica. Em 1987, foi nomeado para o capítulo da catedral na diocese de Fulda e nomeado em 1 de setembro de 1995 Vigário Geral da diocese. O Papa João Paulo II , que já lhe concedeu o título de Prelado Honorário Papal em 1996 , nomeou Schick em 20 de maio de 1998 Bispo Titular de Auzia e Bispo Auxiliar em Fulda. A ordenação episcopal recebeu seu Arcebispo Johannes Dybano dia 12 de julho do mesmo ano. Seu lema é Sapientia nobis a Deo (" Jesus Cristo , nossa sabedoria, dada por Deus"). Em seu tempo em Fulda, ele também era presidente da Kolping Family Rothemann.
Em 28 de junho de 2002, ele foi por Papa João Paulo II. Arcebispo na Arquidiocese de Bamberg nomeado  e em 21 de setembro do mesmo ano pelo Núncio Apostólico Giovanni Lajolo cerimonialmente introduzida no escritório. Em 29 de junho de 2003, Schick recebeu o pálio em Roma do Papa João Paulo II .
Na Conferência Episcopal Alemã, Schick pertence à Comissão Mundial da Igreja e à Comissão Pastoral. No plenário de outono em 2006, foi eleito sucessor de Franz Kamphaus, presidente da Igreja da Igreja da Conferência Episcopal Alemã, que coordena , entre outros, o trabalho das agências de ajuda católicas Missio , Misereor , Adveniat e Renovabis .
Em 2007, ele foi a partir de Cardeal Grão-Mestre John Patrick Cardeal Foley de Grande Oficial da Ordem do Santo Sepulcro em Jerusalém e nomeou em 15 de Setembro de 2007 por Reinhard Marx , Grão Prior do Lieutenancy alemão investido.
Horst Seehofer comemora as atividades esportivas por ocasião do 60º aniversário em 2009: no espírito de networking da Igreja Católica com outras instituições culturais socialmente relevantes, intensificou seu compromisso pastoral em clubes esportivos ou no âmbito da Copa do Mundo de futebol, um compromisso que vem de atividades pessoais no campo esportivo é suportado em sua credibilidade.

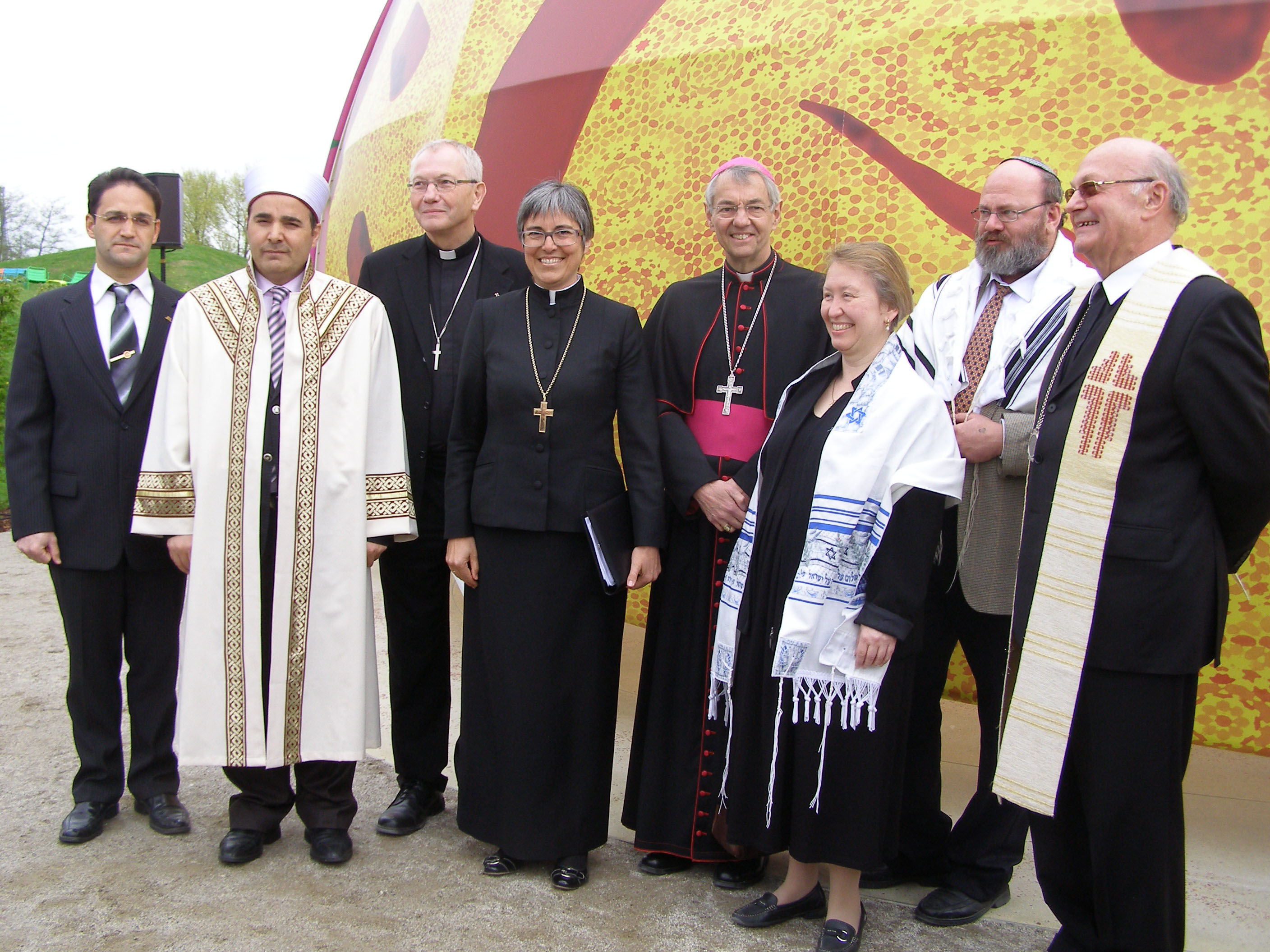
Ludwig Schick (no meio) 2012

### Funções e associações
Ludwig Schick é membro dos seguintes comitês diocesanos:
- Conferência Episcopal Alemã [3] :
  - Igreja Mundial da Comissão desde 1998, seu presidente desde setembro de 2006.
  - Comissão Pastoral (Vice-Presidente).
  - Comissário da Conferência Episcopal Alemã para a Pastoral Masculina desde novembro de 2001.
  - Membro do grupo de direção "Oração e Hinos" desde abril de 2002.
- Vice-presidente da Conferência Episcopal Freising , desde setembro de 2002

### Fundações

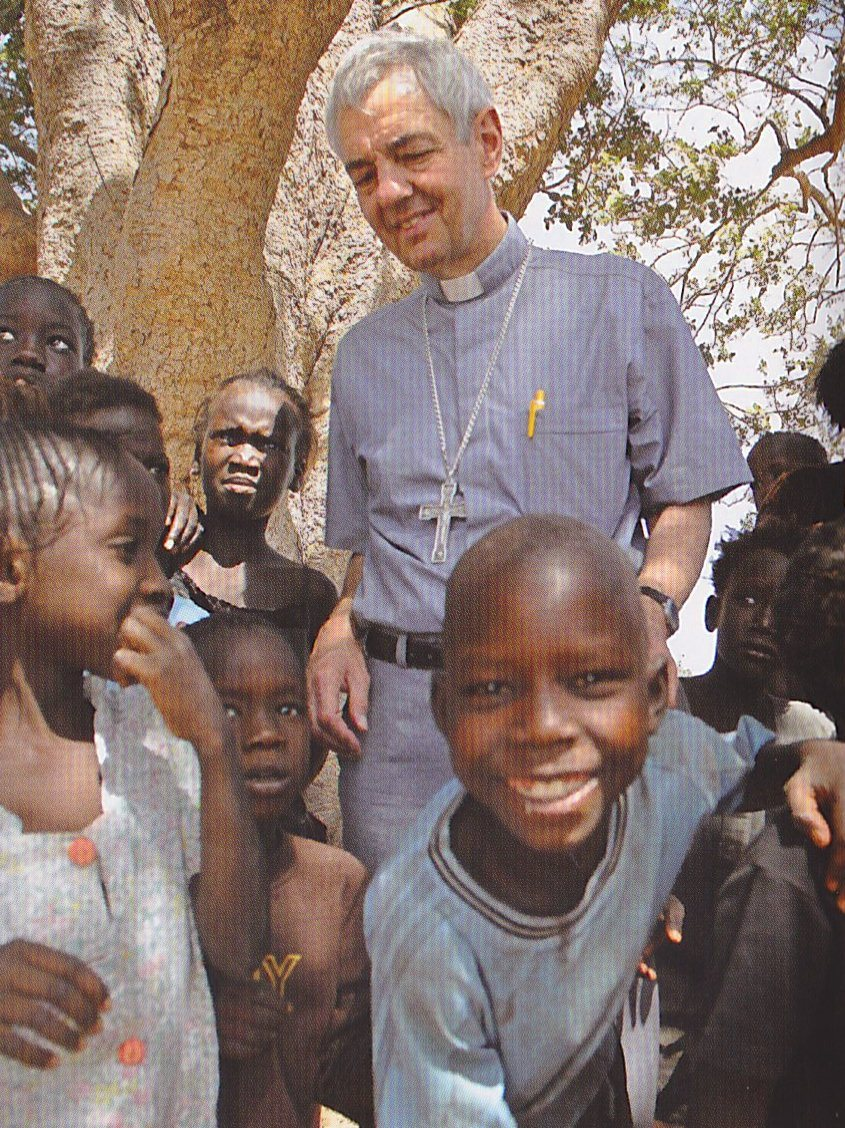
Na África 2009

O arcebispo Ludwig Schick fundou duas fundações em Bamberg, a Family Foundation Kinderreich  e a Fundação Bread para todas as pessoas.

#### Family Foundation Kinderreich
O Familienstiftung Kinderreich deve colocar ideias sobre as famílias em prática. Segundo estes, a família é a célula primordial da vida social e eclesiástica. Nela, uma educação holística é transmitida ao ser humano. Do ponto de vista do destino, valores como consideração, utilidade, perdão e novos começos são promovidos diariamente na família.

#### Pão Fundamental para todas as pessoas
Schick persegue um objetivo triplo com sua base " Pão para todos" . Por um lado, eles têm como objetivo promover a agricultura em pequena escala nos países em desenvolvimento . Além disso, quer contribuir com o fato de que os pequenos agricultores têm acesso a sementes de alta qualidade , além de fertilizantes e sistemas de irrigação . O segundo pilar da base é o fornecimento de know-how, especialmente no treinamento de especialistas em agricultura. Aqui no Senegal ou Níger, uma escola agrícola deve ser promovida. O terceiro é financiamento para emergências agudas, especialmente no Sahele no norte da África , onde as falhas das culturas ocorrem de novo e de novo após períodos extraordinários de seca. O financiamento é fornecido para pessoas em risco de fome para comprar alimentos.

## Arcebispo crista
O blazon é: foursquare ; no campo 1 e 4 em ouro, um leão preto blindado com o rosto direito e coberto com uma borda oblíqua de prata ; na caixa 2 em vermelho, um livro de prata , cuja capa está decorada com as letras emaranhadas gregas pretas chi e rho, o monograma de Cristo Chrismon, em cujos lados são as letras alfa e omega ; no campo 3 em azul, uma cesta de prata trançada com cinco pães prateados.
Símbolos: os campos 1 e 4 mostram os brasões da Arquidiocese de Bamberg, Campos 2 e 3, os componentes privados do brasão episcopal anterior. Livro e Pão defendem a Palavra de Deus no Evangelho e para a Eucaristia , ao mesmo tempo para o Bonifácio Diocesano Fulda (Livro das Boas Novidades) e Elizabeth da Turíngia (Pão da Caridade). Biograficamente, eles simbolizam Marburg como um lugar de batismo e Fulda como lugar de consagração do destino Ludwig.
O escudo está rodeado pelas marcas heráldicas de um metropolitano (arcebispo): a dupla cruz dourada, o chapéu de prelado verde com dez borlas verdes de cada lado e o pálio branco de cada lado . O pálio e a cruz de intercessão de dois barros são as características de um metropolitano dominante de uma província eclesiástica . Debaixo do escudo e do pálio, o lema pessoal Destiny está em uma fita branca: "Sapientia nobis a Deo" - "A sabedoria que nos é dada por Deus" (1 Coríntios 1:30).

## Insígnias episcopais

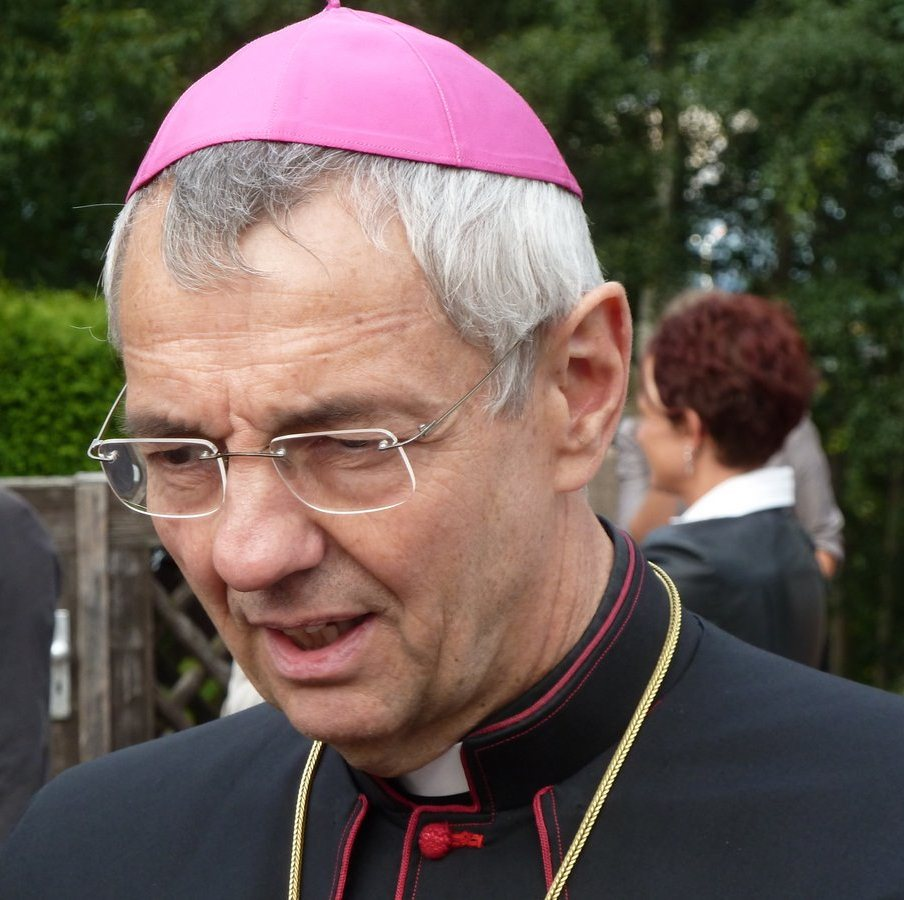
Ludwig Schick (2011)

O Mitra é um presente para a ordenação episcopal do destino da paróquia , na qual ele serviu de subsidiariedade por 22 anos . Foi feita pela irmã Hilaris Haarengel OSB na abadia beneditina de St. Mary em Fulda. Schick enfatizou um valor de design deliberadamente simples. No meio é uma cruz bordada decorada com uma única pérola. Isso significa para ele: Como bispo, devo apontar além de mim para Jesus Cristo , o Senhor crucificado e ressuscitado. Ele com o seu evangelho é a pérola para quem tudo vale a pena vender para adquirir.
A cruz peitoral foi feita na abadia Münsterschwarzach . Em um fundo de prata, o diagrama IHS (Jesus) é traçado em ouro. O significado do diagrama mudou da antiguidade para a Idade Média de um mero nome símbolo para uma mensagem de salvação. Sob a IHS, os teólogos da Idade Média entenderam a abreviatura de Jesus Hominum Salvator = Jesus, Redentor do povo . Schick entende o símbolo em sua cruz peitoral na leitura medieval como uma referência a Jesus, em que Deus tornou-se homem.
O Ande do Bispo é um verdadeiro anel de conciliação, o Papa Paulo VI. No final do conselho deu a todos os bispos. É um presente de Eduard Schick , que participou de todas as sessões do Conselho. Schick vê o anel como um sinal de fidelidade tanto para sua arquidiocese quanto para a igreja pós-conciliar.

## Posições

### Importância da música da igreja
Schick também vê as celebrações religiosas como um espaço de cura eficaz, no qual o homem pode voltar a estar em harmonia com seus melhores esforços. Neste contexto, de acordo com Schick, a música da igreja desenvolve um efeito terapêutico - e isso se aplica a composições harmoniosas e dissonantes - a desarmonia do mundo leva à harmonia de Deus e, portanto, pode resultar na cura. Schick enfatiza o caráter missionário da música da igreja, que é capaz de realizar música artisticamente de alta qualidade. "A música da igreja deixa Deus sentir e perceber, criando o silêncio e conduzindo às profundezas da alma humana". 

### Reformas na Igreja
Em conexão com o caso em torno do bispo Walter Mixa em 2010, Schick falou a favor da renovação da igreja. Ele também considerou aliviar o celibato dos sacerdotes católicos e aumentar o envolvimento das mulheres na Igreja.

### Sustentabilidade
Em seu papel como presidente da Comissão Mundial da Igreja, Schick pede uma abordagem mais consciente de alimentos que são irresponsavelmente desperdiçados no mundo ocidental. O arcebispo refere-se às mudanças climáticas causadas pelas nações industrializadas como a principal causa de fome nos países pobres, onde secas ou inundações podem produzir colheitas cada vez menores. Portanto, a próxima Conferência das Nações Unidas sobre Mudanças Climáticas deverá produzir resultados concretos contra CO 2Emissões, impedem a monopolização de alimentos e a compra de grandes áreas de terra e água. As pessoas nas nações industriais teriam que contribuir para reduzir a fome no mundo através de nutrição consciente, economizando energia e abstendo-se do consumo. "Quando as terras agrícolas, os recursos alimentares e hídricos se tornam objetos especulativos para os ricos do mundo, os pobres são os perdedores".

### Lei anti-blasfêmia
No início de agosto de 2012, Schick exigiu, depois de uma recente publicação polêmica da revista satírica Titanic , uma blasfêmia no futuro para punir. Ele explicou neste contexto: "Quem viola a alma dos fiéis com ridículo e zombaria deve ser colocado no lugar e, se necessário, punido" e exigiu que uma "lei contra a zombaria dos valores e sentimentos religiosos" não deveria ser apenas o cristianismo, mas proteja todas as religiões. A zombaria e a sátira sobre as atitudes religiosas constituíam uma violação da dignidade humana . Schick afirmou que, embora existisse o parágrafo 166 do Código Penal, mas isso é completamente esquecido e quase não é aplicado. Contra "pessoas sagradas, escritos sagrados, serviços e orações, bem como objetos sagrados e dispositivos de todas as religiões", não deve ser permitida nenhuma burla e desprezo.
O destino da demanda provocou uma controvérsia. Thomas Goppel ( CSU ) apoiou o pedido, com outras partes ( FDP , SPD e Die Linke ) se encontraram com a rejeição. O secretário parlamentar do Verdes , Volker Beck , disse: "Os crentes não precisam de outra protecção penal contra difamação, injúria e incitação de outros grupos sociais." Franz Manet , especialista igreja do SPD da Baviera, realizada a pressão por desnecessária, já que a blasfêmia não um relevante problema social. O site satírico O PostillonGriff também comentou em declarações.

### Hexenwahn condenou
A arquidiocese de Bamberg condenou a feitiçaria em 27 de agosto de 2012 com a perseguição e homicídio de pessoas inocentes e reafirmou a petição de perdão de 2007. Este apelo é verdadeiro hoje e para o futuro, o arcebispo Schick enfatizou, acrescentando: "Ministros católicos e outros membros da igreja fez errado. Terríveis coisas aconteceram às vítimas e suas famílias. Os processos que foram conduzidos são, de acordo com nossa compreensão atual da lei, errados e os julgamentos, portanto, nulos. " 

### Contra o racismo e o anti-semitismo
O bispo Schick repetidamente se voltou publicamente contra declarações e movimentos racistas e antisemitas.
Em conexão com a introdução, no verão de 2013 demissão de estudantes Bamberg da Würzburg seminário, que de acordo com uma comissão externa de inquérito, pelo menos, três "totalmente inaceitável e intolerável KZ disse -Witze" e, além disso, Adolf Hitler havia imitado a Schick disse: "Estou alarmado anti-semita e racistas observações e tendências, e a glorificação de símbolos nazistas e nacionalismo em nossa sociedade ao limite -. especialmente se isso acontece dentro da igreja " 
Durante um sermão em 18 de dezembro de 2014, na Alta Francônia, Drügendorf Schick expressou a desaprovação das ações do Movimento de protesto contra o Islam, Pegida . Embora ele não contradisse a tese central de Pegida de que o Islã ficaria mais forte. O problema, no entanto, é que o cristianismo está a enfraquecer. Em vez de demonstrar, os cristãos devem entrar em um "diálogo de verdade e amor com dissidentes". Mesmo depois de protestos contra esta afirmação, Schick reiterou seu apelo a todos os cristãos para que não participassem das ações de Pegida. Em apoio, ele escreveu que PEGIDA é algo para análises de especialistas e instituições que "não concordam com todos ou parte dos princípios e valores do evangelho cristão." 
Depois que Schick respondeu em uma mesa redonda em Nuremberg em novembro de 2016, a questão de saber se a Igreja Católica também aceitaria um muçulmano como Presidente Federal, que a igreja aceitou qualquer decisão tomada por uma maioria democrática, ele recebeu hostilidades e ameaças de morte, especialmente de seguidores o AfD . Os prefeitos da cidade episcopal de Bamberg condenaram bruscamente o "Hasstiraden" contra o arcebispo.  Schick acrescentou que duvidava que tal decisão "encontre o apoio da sociedade".

## Publicações (seleção)

### Livros
- O triplo ministério de Cristo e a Igreja. Sobre a origem e desenvolvimento de trilogias. Gang publishing Frankfurt am Main / Berne 1982, ISBN 3-8204-5981-2 (Dissertação, 1980).
- A paróquia. Reflexões sobre uma determinação de localização teológico-canônica. Editora EOS St. Ottilien 1988, ISBN 3-88096-426-2 .
- ... e tornou-se humano. Um companheiro para a época do Advento e do Natal. Herder Verlag 2006, ISBN 978-3-451-29251-4 .
- Nosso Pai - Reflexões. Heinrichs-Verlag Bamberg 2008, ISBN 978-3-89889-136-3 .
- Paulo em Cristo - para Cristo. Heinrichs-Verlag Bamberg 2008, ISBN 978-3-89889-137-0 .
- O que a Catedral de Bamberg pode nos dizer. Heinrichs Verlag Bamberg 2012.
- Bernhard Lichtenberg - aspectos de sua vida e trabalho para nós hoje. Em Barbara Stühlmeyer , Ludger Stühlmeyer : Bernhard Lichtenberg. Eu seguirei minha consciência. Topos mais Verlagsgemeinschaft, Kevelaer 2013, ISBN 978-3-836708-35-7 , p. 82-86.

## Honras
- 1986: Capelão honorário papal , nomeado pelo Papa João Paulo II
- 1996: Prelado Papal Honorário , nomeado pelo Papa João Paulo II
- 2007: inclusão na Ordem dos Cavaleiros do Santo Sepulcro de Jerusalém
- 2007: Cruz Federal do Mérito I. Classe da Ordem do Mérito da República Federal da Alemanha
- 2010: Medalha Constitucional da Baviera no Ouro
- 2010: cidadão honorário de Polanów na Pomerânia [19]
- 2012: lei da cidade e Hochstiftsmedaille da cidade Bamberg
- Anel honorário da cidade de Fulda
- 2013: Ordem de Mérito da Baviera
- 2015: cidadania honorária da cidade Amöneburg

## Literatura
- Michael Kleiner e Elke Pilkenroth: minha fé vive em você. Insights sobre o trabalho e a vida cotidiana do arcebispo de Bamberg Ludwig Schick. Bayerische Verlagsanstalt Bamberg 2009, ISBN 978-3-89889-150-9 .
- Wilfried Dettling e Siegfried Grillmeyer. Em colaboração com a Academia Caritas-Pirckheimer-Haus: Para inflamar o fogo: a mensagem do evangelho em um mundo global . Echter, Würzburg 2009, ISBN 978-3-429-03191-6 .